# František Hák

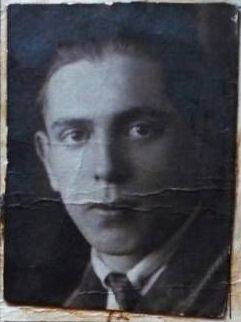
František Hák.

František Hák, född 5 november 1903 i Valteřice, död 16 oktober 1987 i Prag, var en tjeckoslovakisk vinteridrottare som var aktiv inom längdskidåkning under 1920-talet. Han medverkade vid Olympiska vinterspelen 1924 i längdskidåkning 18 kilometer, där han kom på 24:e plats.